# Olier Mordrel
Olier Mordrel (París, 29 d'abril 1901 - 25 d'octubre 1985), de veritable nom Olivier Mordrelle, fou un nacionalista bretó compromès en la col·laboració amb l'Alemanya nazi. És també conegut sota els pseudònims de Jean de la Bénelais, Er Gédour, Calvez i Olivier Launay. Era fill d'una corsa casada amb el general Joseph Mordrelle (mort el 1942), originari de Bro Sant Malou i que hava fer la seva carrera en les tropes colonials.
Nasqué a París on hi passà la major part de la seva infantesa. Paradoxalment aprengué el bretó a París. Després dels estudis d'arquitectura, exercí la professió durant 10 anys a Quimper. Va tenir un fill, Tristan Mordrelle.

## Una joventut bretona
El 1919, s'adherí grup regionalista Breiz Atao (Bretanya sempre). El 1922, esdevingué president de l'Unvaniez Yaouankiz Vreiz (Unió de la Joventut de Bretanya). L'any 1925, mentre treballava a Quimper com a arquitecte, va redactar amb Roparz Hemon, el manifest de Gwalarn, en el número de Breiz Atao (n° 74, febrer 1925) on apareix l'esvàstica, símbol escollit pel seu aspecte popular i precristià. També participà en el primer congrés intercèltic a Dublín on la delegació bretona era formada per François Taldir-Jaffrennou (el bard Taldir), Olier Mordrel, Morvan Marchal i Youen Drezen. El 1927, esdevé copresident del Partit Autonomista Bretó (PAB), del que ja n'era secretari a la propaganda.
Animà en els anys trenta, un corrent de joves arquitectes d'esperit nacionalista (posseeix el magasin art déco Ty Kodaks de\Quimper) i intenda de crear un estil bretó modern. El 1932, François Debeauvais i Olier Mordrel fundaren el PNB 2 (Partit Nacional Bretó), que serà dissolt sota el govern d'Edouard Daladier (octubre de 1939) per raó del seu compromís separatista i de les seves amistats amb altss dignitaris alemanys disposats a afeblir França per tots els mitjans.
En Breiz Atao (n° 164, 11 de desembre 1932) declara, signant amb el pseudònim J. La B /Jean La Bénelais : Jacobí rima amb Youppí. (...) " El nostre Jueu " nostre, a Bretanya, és doncs sobretot el teòric de l'Una i Indivisible, abans que Breiz Atao no reprengui l'esvàstica, símbol utilitzat igualment pels nazis, el 29 de gener 1933. Publicà a Breiz Atao, el 1933, el programa de govern SAGA (Partit dels Celtes Reviscolats), sota el pseudònim de TÉ. Calvez.
El 1934, fundà la revista Stur (El Timó), que exhibeix la creu gammada. Reprèn, en aquest periòdic, les opinions del domini del pensament feixista desenvolupant un nacionalisme celta. Hi publica l'any 1938 una carta de Visió de futur (Stur n°12, 01-03/1938, #pàg. 25-26) defensant la brutalitat necessària dels pobles mestres - diem si us voleu, els Nordics -, i concloent : Ah ! Aquells d'entre qui tenen mal al ventre en veure matar un pollastre, farien ben bé d'endurir els nervis tots els matins a l'escorxador municipal : consell d'amic . El 1936, fundà el Butlletí de les Minories Nacionals de França, més tard anomeant Pobles i Fronteres, on presenta les reivindicacions en nom de la Bretanya i de les principals minories nacionals europees. Hermann Bickler, encarregat d'articles sobre Alsàcia, fou tant obertament lligat al nazisme com Mordrel. En el primer número de Pobles i Fronteres (1 gener 1937, #pàg. 14-16), en Una carta a propòsit de la Kermesse Héroïque, el flamenc J. Demeerseman ataca l'òrgan jueu Marianne, declarant No bastarà d'al·légar com a excusa que, potser a Alemanya, la indústria del cinema no és pas encara totalment alliberada de l'empremta jueva.  El 14 de desembre de 1938, Mordrel fou condemnat, amb François Debauvais, a un any de presó per « atemptat contra la unitat de la nació ». De juliol de 1938 a juliol 1939, fou secretari general i redactor de Breiz Atao.

## Segona guerra mundial

### 1939
Abans la declaració de la guerra entre la França i l'Alemanya, i a fi d'escapar a la detenció imminent, marxà a Alemanya amb la seva dona, François Debauvais i Anna Debauvais qui descriví els viatge (Memòries du chef breton : Fransez Debauvais, tome 3, #pàg. 29-38). Des de Bèlgica, marxà a Berlín. Publicat a Amsterdam, Mordrel i Debauvais adreçaren un manifest als Bretons, condemnant la guerra empresa per França el 25 d'octubre 1939.

### 1940
El gener de 1940, els dos fundadors del PNB 2 adreçaren des de l'estranger una "Lettre de Guerre" (Lizer Brezel) a llurs militants afirmant que '"un vrai breton n'a pas le droit de mourir pour la France". Hi afegiren : "Nos ennemis depuis toujours et ceux de maintenant sont les Français, ce sont eux qui n'ont cessé de causer du tort à la Bretagne".
Fou a Berlín « per intemtar de jugar-hi la carta de la independència bretona en l'eventualitat probable d'una derrota de la França ». El maig de 1940, François Debeauvais i ell foren jutjats per contumàcia per un tribunal militar de Rennes per « atemptar la seguretat exterior de l'Estat i la integritat del territori, mantenint o reclutant d'un grup dissolt, provocació de militars a la deserció i a la traïció ». Foren degradats militarment i condemnats a mort. A començament de maig de 1940, va dirigir un pretès « govern bretó a l'exili » (Bretonische Regierung).
No obstant això no fou amb Debauvais figura de caps aliats en exili. La seva presència correspon a una de les polítiques possibles en casos d'invasió reeixida pel Reich. Podien circular gràcies als agents del servei secret que jugaren amb l'opció de la independència bretona, i els feren lliurar passaports de "Statenlos", reservats als apàtrides.

### El retorn a Bretanya
L'1 de juliol de 1940, retornà a Bretanya, aprofitant la invasió nazi. Esdevingué aleshores director del Partit Nacional Bretó i del seu diari, L'Heure bretonne. Alhora, al «Congrés» de Pontivy, Debeauvais i Mordrel crearen le Comité Nacional Bretó. Decidí aleshores l'edició d'un nou diari l'Heure Bretonne (el seu primer redactor fou Morvan Lebesque).

### La direcció del partit
El 20 d'octubre de 1940, el PNB fou posat sota la seva direcció, i dirigí regularment una campanya contra el govern de Vichy i els seus representants regionals, amb l'acord de l'ocupant per la seva política de pressió sobre Vichy. Els enllaços amb Célestin Lainé s'estenen encara més (després de l'oposició al Comitè Nacional Breton), continuació a l'acció del seu servei Especial a Gouezec en octubre de 1940.
La seva línia política irrità Vichy i no corresponia a les necessitats de Berlín, qui decidí recolzar d'ara endavant el govern de Vichy un cop comprovà l'aïllament relatiu del PNB en la població; això serà a l'origen de "la revolució de palau" del partit de desembre de 1940.
En novembre de 1940, afirma : "La nostra força és en nosaltres. no és ni en els altres ni en les circumstàncies. no és ni en Vichy ni en Berlín qui retrau al poble bretó la força de caràcter necessària per agrupar-se. La nostra sort es juga en les nostres fibres... No esperem res més que de nosaltres.". Presentà la seva dimissió, així com la de director de l'Heure Bretonne el 2 de desembre de 1940. Fou reemplaçat en el PNB el 8 de desembre de 1940 per Raymond Delaporte. Aquesta "revolució de palau" hauria estat promoguda pels serveis alemanys, desitjosos de posar en marxa un altre dispositiu. (Cal tanmateix anotar que la nova línia política del PNB portada per Delaporte era molt menys col·laboracionista que la precedent.) Pel que fa a Mordrel, li fou assignada residència a Alemanya.

### Deportat a Alemanya
Li fou assignada residència a Alemanya de final de desembre de 1940 a maig de 1941. En principi a Stuttgart, a Berlín a mitjans de gener 1941. El professor Leo Weisgerber li proposa la plaça de lector de cèltic a la Universitat de Bonn. Aquest organitzà el retorn a París de Mordrel el 6 de maig de 1941. Mordrel obtingué acords per sojornar a Mayenne. En aquesta ocasió, el visitaren alguns dels seus amics com Jean Merrien, Raffig Tullou, Jean Trécan i René-Yves Creston i consultaren el seu parer sobre un cert nombre de problemes culturals i polítics. Marxà a Rennes el 16 de setembre de 1941, amb l'autorització dels alemanys, després de 10 mesos de deportació, fou presentat coma "indesitjable" pels dirigents del PNB, execrat per Vichy, i deixat en la reserva per les autoritats alemanyes.

### Continuació
Fou autoritzat i encoratjat a reeditar la seva revista Stur el 1942. El 1943, es reuní regularment a Rennes amb Louis-Ferdinand Céline, qui col·laborava a Ràdio París, la ràdio de propaganda nazi. El 13 d'agost de 1944, a l'arribada dels Aliats, es refugià a Alemanya. El 16 de febrer de 1945 se celebraren negociacione entre Jacques Doriot i Mordrel quant al reconeixement d'una independència bretona en el si d'una federació « de tipus suís ». Això fou el Comitè d'Alliberament francès de Jacques Doriot, però fou dissolt després de la caiguda d'Alemanya.

## La fuga i el retorn
D'antuvi va fugir al Brasil, a continuació a l'Argentina, abans de trobar refugi a Espanya. Fou condemnat a mort per contumàcia a l'alliberament, el juny de 1946. Escrigué a la revista Ar Vro, sota el pseudònim de Brython.
Tornà a França el 1972, col·laborà a La Bretagne réelle, sota el pseudònim d'Otto Mohr (el seu pseudònim de 1940) i edità diversos llibres, dels quals destaquen Waffen SS d'Occident. Ha cofundat en els anys 80 un cercle nacionalista, el Kelc'h Maksen Wledig (nom de l'Emperador Magenci, "baixat" de Bretanya insulaire en companyia de Conan Meriadec, el primer rei de Bretanya), amb, entre d'altres, Yann-Ber Tillenon, artista-pintor, filòsof figura del nacionalisme bretó i del federalisme europeu, animador de Ker Vreizh, i qui donà continuïtat a l'extrema dreta bretona; i Georges Pinault, àlias Goulven Pennaod. El 1981, donà suport François Mitterrand. Milità a continuació al GRECE, cercle de reflexió animat per Alain de Benoist, sovint denunciat com proper a l'extrema dreta. Morí el 1985.

## Publicacions
- (J. La Benelais) Pensée d'un nationaliste Breton, (Breiz Atao 1921-1927). Les nouvelles éditions bretonnes 1933)
- La Galerie bretonne
- traducció dels "Chants de l'amour et de la mort du cornette" de Rainer Maria Rilke. kanenn hini Langenau, Kenwerzel Breiz, Rennes
- Breiz Atao, histoire et actualité du nationalisme breton, Alain Moreau, 1973.
- La voie Bretonne, Nature et Bretagne, Quimper, 1975.
- L'essence de la Bretagne, Essai. Guipavas, éd. Kelenn, 1977
- Les hommes-dieux, récits de mythologie celtique, Paris, Copernic, 1979
- L'Idée Bretonne, Éditions Albatros, 1981.
- Le mythe de l'hexagone, Picollec, 1981.
- La Bretagne, Nathan 1983.